# Francesco Petronio (medico)
(F. Petronio)
Francesco Petronio (Castelforte, 27 dicembre 1840 – Napoli, 1º marzo 1895) è stato un medico e politico italiano.
Fu professore di clinica e patologia chirurgica nell'Università di Napoli nonché direttore della clinica traumatologica presso l'Ospedale della Pace. Fu anche nominato Socio onorario dell'Accademia Medica di Napoli e Socio corrispondente di quella di Bologna. Fu inoltre eletto deputato per tre legislature consecutive.

## La prima formazione e gli studi universitari
Petronio nacque a Castelforte in una modesta casa dal medico Pietro Antonio e da Marianna Merola.
Dopo aver frequentato la scuola primaria a Castelforte e continuato i suoi studi a Gaeta, Francesco già molto giovane si laureò a Napoli in Medicina e Chirurgia.
Sposò Clementina Massari dalla quale, nell'ottobre del 1882, ebbe il suo unico figlio Italo che non gli diede molte gioie sperperando il patrimonio famigliare e non portando a termine gli studi.

## Attività medica
Già all'età di 22 anni Petronio divenne assistente presso la clinica chirurgica dell'Università di Napoli sotto richiesta del senatore Ferdinando Palasciano. Primario chirurgo nell'Ospedale Pellegrini a Napoli, nonché  professore di Clinica e Patologia chirurgica nell'Università di Napoli, fu nominato Socio onorario dell'Accademia Medica di Napoli e Socio corrispondente di quella di Bologna. Inoltre fu direttore della Clinica traumatologica creata per lui dalla stessa Università presso l'Ospedale annesso alla Chiesa di Santa Maria della Pace (Napoli).
Durante la sua carriera medica non si limitò ad un unico ambito medico; ottenne infatti la nomina di primo chirurgo al manicomio di Nocera Inferiore. In veste di politico e con l'umanità di un medico si impegnò affinché vi fosse un'adeguata attenzione nella cura e nella prevenzione di questo tipo di patologie.
Fu Petronio il chirurgo che operò il sovrano di Tunisi, rimasto ferito da una pugnalata durante una visita alla città partenopea. Non volle nulla in cambio ma il sovrano gli donò una coppa d'oro intarsiata di pietre preziose.

## Attività politica
Francesco Petronio fu uomo politico oltre che medico rinomato. Fu eletto infatti per tre legislature consecutive XVI, XVII, XVIII (dal 1886 al 1895) deputato per il collegio di Sessa Aurunca, comprensivo di Castelforte. In Parlamento rappresentò le idee di una sinistra radicale che mirava allo sviluppo e alla difesa delle classi più umili.

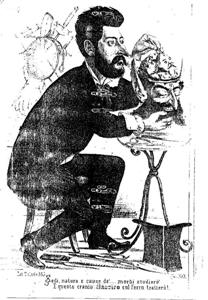
Caricatura di F.P., da un periodico del tempo: "Sede, natura e cause de'... morbi studierò / E questo cranio classico col ferro taglierò!"

Nel 1887 venne eletto al Consiglio comunale di Napoli e fino al 1889 rappresentò i comuni di Minturno, Castelforte e Santi Cosma e Damiano al Consiglio provinciale di Terra di Lavoro. Significativa fu la lotta per la valorizzazione delle acque termali di Suio, sottolineando non solo il vantaggio economico dovuto al turismo ma soprattutto il carattere salutare delle acque. Si interessò inoltre della bonifica delle paludi di Mondragone.
Sostenne la classe operaia con la diffusione delle Società Operaie di Mutuo Soccorso attraverso idee democratiche e non rivoluzionarie.

### L'insegnamento nella Scuola medica militare di Firenze
Attraverso accurate indagini, Petronio si rese conto che nella Scuola medica militare di Firenze l'attività propria del medico era sottomessa a quella militare, poiché  si riteneva più importante la preparazione bellica piuttosto che l'insegnamento della clinica chirurgica e specialmente della traumatologia. 
(F. Petronio)
Il 26 novembre 1886 rivolse un'interrogazione al ministro della Guerra riguardo alle condizioni della scuola medica militare di Firenze sottolineando l'esigenza di provvedimenti per assicurare ai giovani medici la preparazione e l'attività che competeva loro.

### La Pubblica Istruzione. Il problema dell'università
Il 28 maggio 1891 Francesco Petronio propose all'onorevole Pasquale Villari che la legge riguardante il regolamento universitario, la legge Casati, venisse modificata dando maggiore importanza ad uno studio scientifico e tecnico piuttosto che classico. Inoltre chiese di condurre l'Università italiana ai livelli di quelle d'Europa, ma soprattutto fece richiesta della riduzione del corso di laurea in Medicina e Chirurgia da sei a cinque anni, essendo il primo una ripetizione degli studi liceali.

## Gli ultimi anni
Petronio a Napoli raggiunge il culmine della sua carriera medica, universitaria e politica, ma muore inaspettatamente all'età di 55 anni. Ai funerali, celebrati il 3 marzo 1895, sono presenti professori universitari, studenti ed alte cariche dello Stato, tra cui il Prefetto di Napoli Dr. Salvatore Muricchi, in rappresentanza del Capo del Governo On. Francesco Crispi.

## Dediche e riconoscimenti
Nel paese natio è stata dedicata a Francesco Petronio una scuola elementare, nel cui atrio è posta un'epigrafe che ne descrive la carriera politica e medica.

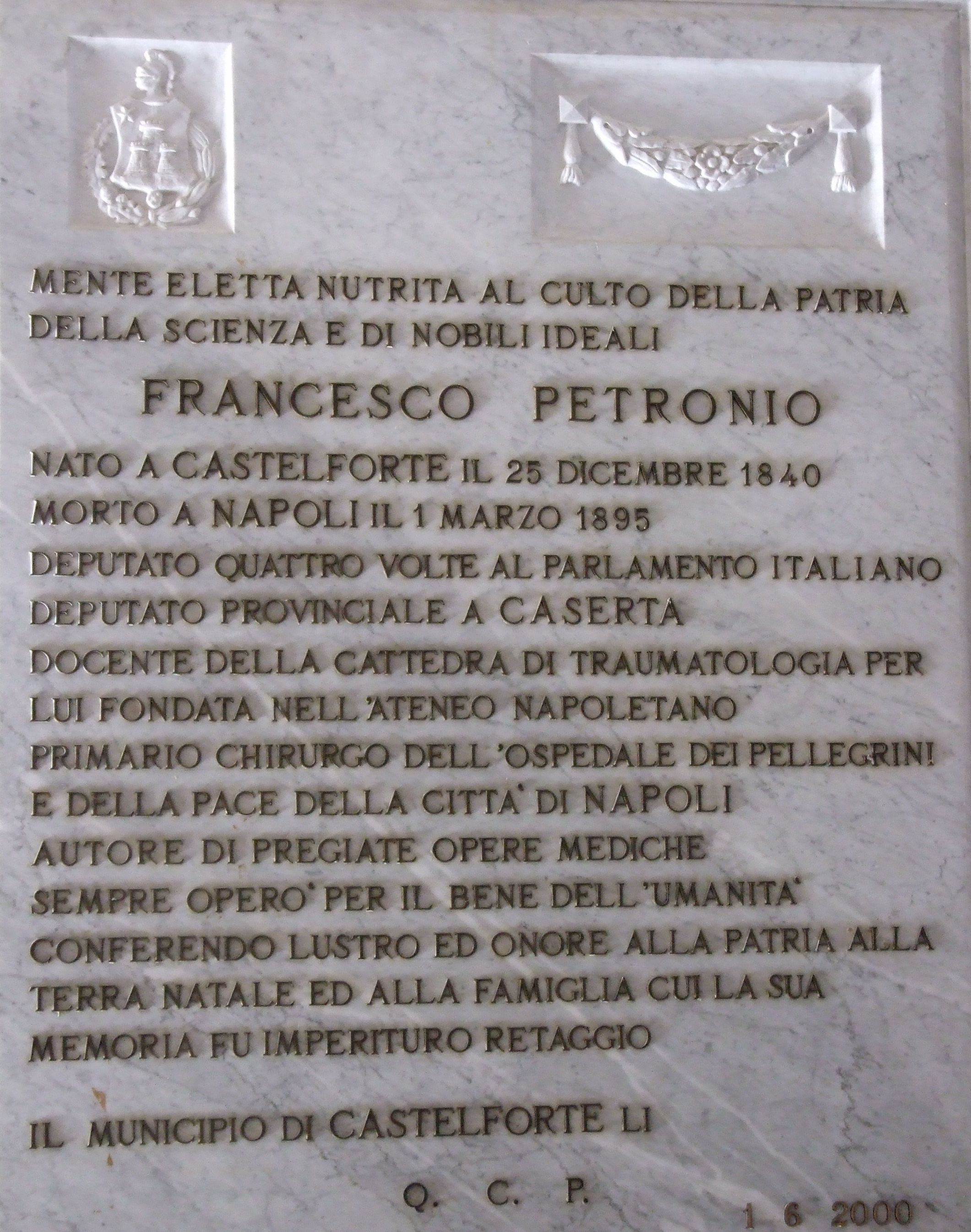
Epigrafe nella Scuola Elementare di Castelforte

## Opere
- Esame comparativo sui diversi apparecchi inamovibili e vantaggi di quelli preparati col silicato di potassa (1868)
- Considerazioni patologiche cliniche lette nella R. Accademia Medico-Chirurgica di Napoli. Sul governo delle fratture delle ossa dell'avambraccio, espletato con nuovo apparecchio a compressione parallela
- Contribuzione scientifico-clinica sui carcinomi (1868)
- Guida alla Clinica Chirurgica (1872-1876)
- Saggio statistico di Traumatologia e studi sulle ferite del capo e della faccia. Considerazioni patologiche, cliniche ed anatomiche (1883)
- Considerazioni patologico - cliniche su alcuni casi di resezione e sul processo riparatore delle ossa (1883)
- Sul movimento degli infermi accolti e medicati nella Clinica traumatologica della R. Università di Napoli (1887)
- Per l'inaugurazione della clinica officiale di lesioni violente in Napoli - parole del Prof. Francesco Petronio deputato al Parlamento nazionale direttore incaricato di quell'insegnamento pronunziate nell'Ospedale della Pace il dì 27 febbraio 1887
- Breve riassunto delle lesione studiate e curate nella clinica traumatologica della R.università di Napoli, Ospedale della Pace (1888-89, 1889-90, 1890-91)
- Prontuario Sinottico di operazioni chirurgiche attinenti alle lesioni violente e brevi nozioni sulle medicature antisettiche di esse  (1894)